# Bosco Vallonina
Bosco Vallonina este o arie protejată (arie specială de conservare — SAC, sit de importanță comunitară — SCI) din Italia întinsă pe o suprafață de 1.125 ha, integral pe uscat.

## Localizare
Centrul sitului Bosco Vallonina este situat la coordonatele 42°30′11″N 12°59′29″E / 42.503056°N 12.991389°E.

## Înființare
Situl Bosco Vallonina a fost declarat sit de importanță comunitară în iunie 1995 pentru a proteja 2 specii de animale. Situl a fost protejat și ca arie specială de conservare în decembrie 2016.

## Biodiversitate
Situată în ecoregiunea mediteraneană, aria protejată conține 3 habitate naturale: Liziere de ierburi înalte hidrofile de câmpie și de nivel montan până la alpin, Râuri de munte și vegetația lor lemnoasă cu Salix elaeagnos, Păduri de fag din Apenini cu Taxus și Ilex.
La baza desemnării sitului se află mai multe specii protejate:
- păsări (1): muscar-gulerat (Ficedula albicollis)
- mamifere (1): lupul (Canis lupus)

Pe lângă speciile protejate, pe teritoriul sitului au mai fost identificate 9 specii de plante.